# Óscar Alfaro Saavedra
Óscar Armando Alfaro Saavedra (Quillota, 7 de enero de 1904-Ibídem, 14 de octubre de 1939) fue un futbolista chileno que jugaba de interior derecho.
Fue jugador de San Luis en su época amateur y formó parte de la denominada trilogía de oro del club en conjunto con Carlos Hill e Iván Mayo. Además, actuó una temporada en Santiago Wanderers.
Fue seleccionado nacional para los Juegos Olímpicos de Ámsterdam 1928 y en total, realizó 4 presentaciones oficiales con la selección, en donde convirtió 3 goles.

## Trayectoria
Óscar nació en el Barrio Matadero, zona norte del Cerro Mayaca, en el seno de una familia de deportistas. Comenzó su trayectoria futbolística en las infantiles del Victoria Bright, primer club fundado en Quillota y en el equipo del Instituto Quillota, colegio de los Hermanos Maristas.
En 1922 llegó al primer equipo de San Luis y fue pieza clave del ascenso logrado en 1922 a la Primera División de la Asociación Quillota. En 1923 fue nombrado capitán del club y formó parte de la célebre trilogía de oro —los futbolistas más importantes de la época amateur del cuadro canario— en conjunto con Carlos Hill e Iván Mayo.
En 1927 pasó a integrar el plantel de Santiago Wanderers, en donde debutó en un encuentro frente a la Sportiva Italiana. Sus buenas actuaciones en el cuadro porteño lo hicieron participar de la selección de la Liga Valparaíso.
Retomó la capitanía de San Luis al año siguiente, cuando volvió al equipo de Quillota. Durante los años 1929 y 1931 fue frecuentemente requerido como refuerzo por Colo-Colo para sus encuentros amistosos e internacionales. También, Alfaro fue el capitán del equipo de San Luis que realizó la gira al Perú.
Falleció en el año 1939 y sus restos descansan en el Pabellón 7 del Cementerio de Quillota.

## Selección nacional
Fue internacional con la selección chilena entre los años 1927 y 1928, participó en una edición del Torneo Olímpico de Fútbol. Disputó cuatro partidos oficiales en los que anotó tres goles, además participó en seis partidos no oficiales en los que anotó un gol, su participación final fue de diez partidos y cuatro goles.
Fue llamado para un amistoso ante Uruguay en el Valparaíso Sporting Club, durante la etapa de preparación para los Juegos Olímpicos de Ámsterdam, Alfaro anotó los dos goles de Chile que cayó derrotado.
Luego fue seleccionado para el Torneo Olímpico de Fútbol 1928, fue titular en el encuentro frente a Portugal por la primera ronda de los Juegos Olímpicos, que significó la eliminación del torneo para Chile al caer derrotado por 2:4. Alfaro compartió la línea delantera con Carlos Schneeberger, Guillermo Subiabre, Alejandro Carbonell y José Miguel Olguín. Ya eliminado, Chile disputó un torneo de consuelo frente a México y  Países Bajos, en el que Chile saldría victorioso. Alfaro jugó ambos encuentros.

### Participaciones en Juegos Olímpicos
| Torneo                  | Sede         | Resultado        | Partidos | Goles |
| ----------------------- | ------------ | ---------------- | -------- | ----- |
| Juegos Olímpicos 1928   | Ámsterdam    | Ronda preliminar | 1        | 0     |
| Torneo de Consuelo 1928 | Países Bajos | Campeón          | 2        | 1     |
| Total                   | Total        | Total            | 3        | 1     |

### Partidos internacionales
| 1     | 10 de diciembre de 1927 | Valparaíso Sporting Club, Viña del Mar, Chile | Chile        | 2-3 | Uruguay |   | Amistoso                         |
| 2     | 27 de mayo de 1928      | Estadio Olímpico, Ámsterdam, Países Bajos     | Portugal     | 4-2 | Chile   |   | Juegos Olímpicos 1928            |
| 3     | 5 de junio de 1928      | Monnikenhuize, Arnhem, Países Bajos           | Chile        | 3-1 | México  |   | Torneo de Consuelo Olímpico 1928 |
| 4     | 8 de junio de 1928      | Stadion Spangen, Róterdam, Países Bajos       | Países Bajos | 2-2 | Chile   |   | Torneo de Consuelo Olímpico 1928 |
| Total |                         |                                               | Presencias   | 4   | Goles   | 3 |                                  |

| 1     | 15 de junio de 1928 | Waldstadion, Frankfurt, Alemania                  | Selección de Frankfurt | 6-2 | Chile |   | Amistoso |
| 2     | 16 de junio de 1928 | Stadion am Gesundbrunnen, Berlín, Alemania        | Hertha Berlín          | 4-1 | Chile |   | Amistoso |
| 3     | 20 de junio de 1928 | Sportplatz at Rothenbaum, Hamburgo, Alemania      | Hamburgo               | 3-4 | Chile |   | Amistoso |
| 4     | 22 de junio de 1928 | VfB Stadion, Leipzig, Alemania                    | Selección de Leipzig   | 3-2 | Chile |   | Amistoso |
| 5     | 23 de junio de 1928 | Müngersdorfer Stadion, Colonia,Alemania           | Selección de Colonia   | 1-2 | Chile |   | Amistoso |
| 6     | 27 de junio de 1928 | Stade Olympique Yves du Manoir, Colombes, Francia | Red Star Olympique     | 4-3 | Chile |   | Amistoso |
| Total |                     |                                                   | Presencias             | 6   | Goles | 1 |          |

## Clubes
| Club               | País  | Año         |
| ------------------ | ----- | ----------- |
| San Luis           | Chile | 1922 - 1926 |
| Santiago Wanderers | Chile | 1927        |
| San Luis           | Chile | 1928 - 1933 |

## Palmarés

### Torneos locales
| Título                            | Club     | País  | Año  |
| --------------------------------- | -------- | ----- | ---- |
| Segunda División (Quillota)       | San Luis | Chile | 1922 |
| Primera División (Quillota)       | San Luis | Chile | 1924 |
| Primera División (Quillota)       | San Luis | Chile | 1925 |
| Copa Sporting (Quillota)          | San Luis | Chile | 1928 |
| Primera División (Quillota)       | San Luis | Chile | 1928 |
| Copa Sporting (Quillota)          | San Luis | Chile | 1929 |
| Primera División (Quillota)       | San Luis | Chile | 1929 |
| Campeonato de Apertura (Quillota) | San Luis | Chile | 1931 |
| Primera División (Quillota)       | San Luis | Chile | 1931 |
| Primera División (Quillota)       | San Luis | Chile | 1932 |
| Copa Sporting (Quillota)          | San Luis | Chile | 1933 |
| Primera División (Quillota)       | San Luis | Chile | 1933 |